# Anette Fanqvist
Anette Fanqvist (né le 16 juin 1969) est une ancienne fondeuse suédoise.

## Palmarès

### Championnats du monde
- Championnats du monde de 1995 à Thunder Bay  Canada:
  -  Médaille de bronze en relais 4 × 5 km